# Liste der Kulturdenkmäler in Winzenheim
In der Liste der Kulturdenkmäler in Bosenheim sind alle Kulturdenkmäler im Stadtteil Winzenheim der rheinland-pfälzischen Stadt Bad Kreuznach aufgeführt. Grundlage ist die Denkmalliste des Landes Rheinland-Pfalz (Stand: 2. August 2023).

## Einzeldenkmäler
| Bezeichnung                  | Lage                        | Baujahr | Beschreibung | Bild |
| ---------------------------- | --------------------------- | ------- | --- | ---- |
| Evangelische Lukaskirche     | Hintere Grabenstraße 8 Lage | 1833/34 | klassizistischer Saalbau, 1833/34, Architekt Ludwig Behr | BW   |
| Hofgut Zweifel               | Kirchstraße 1 Lage          | 1772    | barocke Hofanlage, 1772; Flügelbauten mit Walmdächern, eingeschossiger Quertrakt, Torfahrt mit Wappen | BW   |
| Katholische Kirche St. Peter | Kirchstraße 26 Lage         | 1819    | spätklassizistischer Saalbau, 1819; Hochaltar, um 1770, spätgotischer Taufstein, um 1500 | BW   |
| Gut Neuhof                   | Mönchberg Lage              | um 1800 | Dreiseithof; Wohnhaus, Krüppelwalmdachbau, um 1800, rechtwinkliger Anbau, 1905, weiterer rechtwinkliger Anbau über spätmittelalterlichen (?) Kellern, Wirtschaftsgebäude aus der Mitte des 19. und dem frühen 20. Jahrhundert | BW   |